# ペペ (映画)
『ペペ』（Pepe）は1960年のアメリカ合衆国のミュージカルコメディ映画。
監督はジョージ・シドニー、出演はカンティンフラス、ダン・デイリー、シャーリー・ジョーンズなど。

## ストーリー
馬飼いのペペは愛馬、ドン・ファンが売られてしまったので、買主である映画監督テッドのいるハリウッドへ取り戻しに出かけた。やっとテッドを見つけたところ、かつての一流監督もただののんだくれとなってしまい、映画作りの資金もままならない状況だった。
そんな中、ドン・ファンの世話を任されるようになったペペはラスベガスのカジノで大当りしてしまう。これを元手に、撮影所でペペが出会った、映画の仕事が嫌いというスージーをヒロインにした映画が作られることになる。

## キャスト
- ペペ: カンティンフラス
- テッド・ホルト: ダン・デイリー（英語版）
- スージー・マーフィ: シャーリー・ジョーンズ
- ロドリゲス: カーロス・モンタルバン（英語版）
- ルピタ: ヴィッキー・トリケット（英語版）
- ダンサー: マット・マトックス（英語版）
- マネージャー: ハンク・ヘンリー（英語版）
- カーメン: スザンヌ・ロイド（英語版）
- カーロス: カルロス・リヴァス（英語版）
- ダンサー: マイケル・カラン（英語版）
- 映画スタジオの門衛: ウィリアム・デマレスト

### カメオ出演
- ジョーイ・ビショップ
- ビリー・バーク
- モーリス・シュヴァリエ
- チャールズ・コバーン
- リチャード・コンテ
- ビング・クロスビー
- トニー・カーティス
- ボビー・ダーリン
- アン・デイビス
- サミー・デイヴィス・ジュニア
- ジミー・デュランテ
- ザ・ザ・ガボール
- ジュディ・ガーランド（声のみ）
- グリア・ガースン
- ヘッダ・ホッパー
- アーニー・コヴァックス（英語版）
- ピーター・ローフォード
- ジャネット・リー
- ジャック・レモン
- ディーン・マーティン
- ジェイ・ノース（英語版）
- キム・ノヴァク
- アンドレ・プレヴィン
- ドナ・リード
- デビー・レイノルズ
- エドワード・G・ロビンソン
- シーザー・ロメロ
- フランク・シナトラ

## 受賞歴
| 賞                         | 部門                                     | 対象者                                                                       | 結果       |
| -------------------------- | ---------------------------------------- | ---------------------------------------------------------------------------- | ---------- |
| 第33回アカデミー賞         | 撮影賞（カラー）                         | ジョー・マクドナルド                                                         | ノミネート |
| 第33回アカデミー賞         | 編集賞                                   | ヴィオラ・ローレンス、アル・クラーク                                         | ノミネート |
| 第33回アカデミー賞         | アカデミー作曲賞 (ミュージカル)          | ジョニー・グリーン                                                           | ノミネート |
| 第33回アカデミー賞         | 衣裳デザイン賞（カラー）                 | イーディス・ヘッド                                                           | ノミネート |
| 第33回アカデミー賞         | 美術賞（カラー）                         | 美術：テッド・ハワース 装置：ウィリアム・キアナン                            | ノミネート |
| 第33回アカデミー賞         | 音響賞                                   | チャールズ・ライス                                                           | ノミネート |
| 第33回アカデミー賞         | 歌曲賞                                   | 「Faraway Part of Town」 作曲：アンドレ・プレヴィン 作詞：ドリー・プレヴィン | ノミネート |
| 第18回ゴールデングローブ賞 | 作品賞（ミュージカル部門）               |                                                                              | ノミネート |
| 第18回ゴールデングローブ賞 | 主演男優賞（ミュージカル・コメディ部門） | カンティンフラス                                                             | ノミネート |
| 第18回ゴールデングローブ賞 | 作曲賞                                   | ジョニー・グリーン                                                           | ノミネート |